# Borís Pórshnev
Borís Fiódorovich Pórshnev (en ruso: Бори́с Фёдорович По́ршнев; San Petersburgo, 7 de marzo -22 de febrero en calendario ortodoxo- de 1905 - Moscú, – 26 de noviembre de 1972) fue un historiador ruso, doctor en ciencias sociales y que desarrolló su trabajo en múltiples campos, como la psicología, la prehistoria y la neurolingüística, en lo tocante a los orígenes del hombre. Es especialmente conocido por sus obras sobre el feudalismo y las revueltas populares francesas del Antiguo Régimen, donde mantuvo una polémica con Roland Mousnier. 
Junto a su carrera académica dedicó parte de su vida  a la investigación de la existencia del Almasti. Escribió un artículo en el Komsomólskaya Pravda sobre él y promovió la creación de una comisión sobre el asunto en la Academia de Ciencias de la URSS. Tras nueve meses de investigación, la comisión fue disuelta y la prensa soviética dio por concluido el asunto demostrando que la ciencia comunista había demostrado que todo era una invención y una excusa de occidente que servía como tapadera para espiar las zonas de influencia soviética. La pretensión de Pórshnev era la de sentar las bases de una teoría evolucionista y materialista del comportamiento humano partiendo de la base de que el socialismo puede explicar los rasgos de la evolución a partir del trabajo.

## Obras
- Les soulèvements populaires en France de 1623 à 1648, S.E.V.P.E.N., París, 1963; reeditado como Les soulèvements populaires en France au XVIIe siècle, Flammarion, París, 1972.
- Les buts et les revendications des paysans lors de la révolte bretonne de 1675, en Les Bonnets Rouges, Union Générale d'Éditions (collection 10/18), París, 1975. Sobre la denominada révolte du papier timbré o revolt of the Bonnets Rouges ("revuelta del papel timbrado" o "revuelta de las boinas rojas").
- СОВРЕМЕННОЕ СОСТОЯНИЕ ВОПРОСА О РЕЛИКТОВЫХ ГОМИНОИДАХ (Estado Actual del tema acerca de los homínidos relictos), VINITI, Moscú, 1963.[4]
- En colaboración with Bernard Heuvelmans: L'homme de Néanderthal est toujours vivant, 1974.